# 小行星5867
小行星5867（英語：5867）是一颗围绕太阳公转的小行星。1988年9月11日，J. Phinney在帕洛马山发现了此天体。
这颗小行星的绝对星等为105.50822等。